# Stella Artois
Stella Artois är ett ljust lageröl från Belgien med anor från 1366. Då startades bryggeriet Den Horen (Hornet) på samma plats i Leuven där bryggeriet ännu idag ligger. År 1717 ändrades namnet till Artois av ägaren och bryggmästaren Sebastian Artois. Det nuvarande ölet bryggdes första gången 1926 som ett julöl. Då det blev en stor succé fortsatte produktionen. Idag exporteras Stella Artois till ungefär 80 länder och är ett av världens mest sålda öl. Det bryggs också i andra länder, till exempel Storbritannien, Tyskland och Australien. Alkoholhalten är 5,0 procent. Stella Artois ingår i bryggerijätten InBev. 